# 11. ваздухопловна ловачка дивизија НОВЈ
Једанаеста ваздухопловна ловачка дивизија НОВЈ формирана је 7. јануара 1945. године у Срему, у саставу Групе ваздухопловних дивизија. У саставу је имала три пука (111, 112. и 113.), чету за везу, покрентну авио-радионицу и тренажни ловачки курс за обуку пилота.
Бројно стање дивизије кретало се око 1000 људи. Дана 15. маја, имала је 109 официра, 250 подофицира и 625 војника, од тога 136 летача и око 110 авиона совјетске производње (Јак-1, Јак-3, Јак-9). За време борбених дејстава, дивизија се налазила:
- Штаб са приштапским јединицама до 27. марта у Руми, од 27. марта до 3. маја у Бачком Брестовцу, а од 3. до 15. маја у Мађармечкеу у Мађарској
- 111. пук до 28. марта у Новом Саду, а од 28. марта до 25. маја у Сомбору
- 112. пук до 10. марта у Великим Радинцима (једна ескадрила у Земуну), од 10. до 29. марта у Надаљу, од 29. марта до 4. маја у Кленку код Шапца, а од 4. до 14. маја у Мађармечкеу
- 113. пук до 17. марта у Руми, а после у Бачком Брестовцу

Дивизија је била намењена, првенствено за заштиту борбених дејстава јуришне авијације, за заштиту аеродрома и борбу против непријатељске авијације. Међутим, због неактивности немачке авијације око 2/3 борбених задатака отпало је на дејства по циљевима на земљи и на извиђање. Од 17. до 31. јануара, дивизија је подржавала дејства Прве југословенске армије, нападајући циљеве у рејонима Вуковар, Ђаково, Винковци, Жупања, Брчко и Бијељина. Дивизија је у фебруару подржавала јединице Друге југословенске армије, дејствујући по снагама немачког 91. армијског корпуса на комуникацији Власеница–Зворник–Бијељина, а од 6. до 21. марта учествовала у ликвидацији немачког мостобрана на левој обали реке Драве код Доњег Михољца и Валпова. Заједно са 42. ваздухопловном јуришном дивизијом учествовала је у припреми и офанзиви на Сремском фронту и у завршним операцијама за ослобођење северозападног дела Југославије.
До краја рата, извршила је 3464 борбена лета и уништила или неутралисала 3 авиона, 87 пав топова, 45 топова, 36 локомотива, 200 вагона, близу 1000 камиона, 4 дереглије, 12 магацина и изазвала 75 пожара на објектима од важности за непријатеља.